# 久留米籃胎漆器
久留米籃胎漆器（くるめらんたいしっき）または籃胎漆器は主に福岡県久留米市で生産される漆器である。籃胎とは竹などを網目状に編んだもので、そこに漆を塗り重ねて仕上げる。福岡県知事指定特産工芸品・民芸品。
籃胎状の漆器は青森県や宮城県から出土しているものや現在の中国で生産されるもの、久留米の籃胎漆器を模倣して大分県別府市で作られた漆器等があるが、本項では現在、久留米市で生産される漆器を記す。

## 特徴
主な特徴である籃胎の外観は雅で且つ、実用的であるとされる。
竹材には、久留米で古くからよく採れる真竹（まだけ）を用いる。真竹は竹のなかでも繊維が強く、しなやかなのが特徴である。冬の始め（11-12月）に切り出して乾燥させ、竹ひごに加工する。竹ひご作りは近代に機械化されているが、芸術的制作などを行う際には昔ながらの専用の鉋（かんな）で手作りもする。作った竹ひごを盆など容器の形に編み込む工程に入るが、基本の編み方は網代編（あじろあみ）（cf. 網代）である。編み上がったら、網目の隙間に珪藻土を液状接着剤で溶いた砥の粉を刷毛で塗り埋めることで漆塗りの下地を作る。ここからは塗師の工程であるが、木製品などと違って竹で編んであるために表面の凹凸が激しく、それに合わせて塗ってゆく必要があり、そのためにシンナーで漆の濃度を薄めて塗る。塗りは黒漆を1層塗った後、朱漆を4層塗り重ねるのが基本である。ここで塗った朱があとあと籃胎漆器に特有の模様となって活きてくる。最後にまた黒漆を1層塗り重ねる。この後、3日間、漆を乾燥させると漆器としてはひとまず完成する。この先は幾何学模様を浮かび上がらせる工程に移り、研師（とぎし）が手掛けることになる。砥石を使って表面の黒漆を適度に研ぎ削り、下塗りした朱漆の層を露出させる。模様はここでどの程度研ぐかで決まり、現在ではそのバリエーションは50種類を数える。最後に表面を保護するための透漆（すきうるし、透明な漆）を塗ると、籃胎漆器が完成する。

## 歴史
古来、久留米では地元でよく採れる真竹を使った竹細工が盛んに作られてきた。江戸時代には、久留米藩が竪時塗漆器の名で漆器製作を推奨していた。
1885年（明治18年）頃（※別資料では1887年〈明治20年〉）、福岡県山本郡山本村?（現・久留米市山本町）に住む茶人・豊福勝次、かつて久留米藩御納戸（おなんど）塗師（御抱〈おかかえ〉塗師）であった川崎峰次郎、竹細工師・近藤幸七の3名により、籃胎漆器が創製されたといわれている。中国産の漆器の塗り方を目にした川崎峰次郎が、地元産業であった竹製器に応用することを思いついたのがきっかけであったという。川崎峰次郎が、秀でた竹細工師であった近藤幸七の精巧な籠に堅地塗を施すと、親しみのある竹細工に漆を合わせた籃胎漆器はたちまち久留米で人気を博し、盛んに作られるようになった。1895年（明治28年）、京都市の岡崎公園で開催された第四回内国勧業博覧会において、時の農商務次官・前田正名と初代台湾総督・樺山資紀により、川崎峰二郎らの漆器に「籃胎漆器」という名称が与えられた。これが「籃胎漆器」および「久留米藍胎漆器」という名の起こりである。1904年（明治37年）には、川崎峰二郎がセントルイス万国博覧会に籃胎漆器を出品し、受賞を果たしている。峰次郎の没後は、息子の辰次・猪次郎が改良を行い、また、博覧会への出品や販路の拡大に努めたことでますます世に広まっていった。
明治40年代（1907-1912年間）には、川崎家から久留米籃胎漆器合資会社へ販売業が移り、海外にも輸出し始める。
昭和時代に入ると、久留米を代表する工芸品となり、様々な形の器とバリエーション豊かな模様が生み出されていった。網代編だけでなく、亀甲編（亀の甲羅が連なるような文様のできる編み方）など、現在では編み方は30種類以上に上る。また、同じ編み方でも、漆の色を変えたり、黒漆でなく朱漆を最後に塗る、研ぎ方を変えるなどといった方法で、違った趣になる。
籃胎漆器は製造に手間が掛かることから、アメリカ型の大量消費社会が到来して世の中の価値観が大きく変容する中、生産量や職人は減少の一途を辿ったが、久留米を代表する工芸品として、久留米市のふるさと納税の返礼品にも採用されている。